# Atuel
Atuel je řeka v argentinských provinciích Mendoza a La Pampa. Je přítokem řeky Desaguadero. Jde o nejdelší řeku v provincii Mendoza. Vytéká ze stejnojmenného ledovcového jezera v Andách ve výšce 3250 m n. m. Má průměrný průtok je 31,8 kubických metrů za sekundu a její povodí zahrnuje 13 tisíc kilometrů čtverečních. V letním období je průtok větší. Nedaleko za městem San Rafael byla na řece vybudována přehradní nádrž El Nihuil. Za nádrží se koryto řeky zužuje do kaňonu a tok zde tvoří peřeje. Kaňon je dlouhý přibližně 60 km a v jeho délce řeka padá z 1250 na 700 m n. m.